# モダン・トーキング
モダン・トーキング (Modern Talking) は、ドイツのポップデュオ。1984年結成。

## 概要

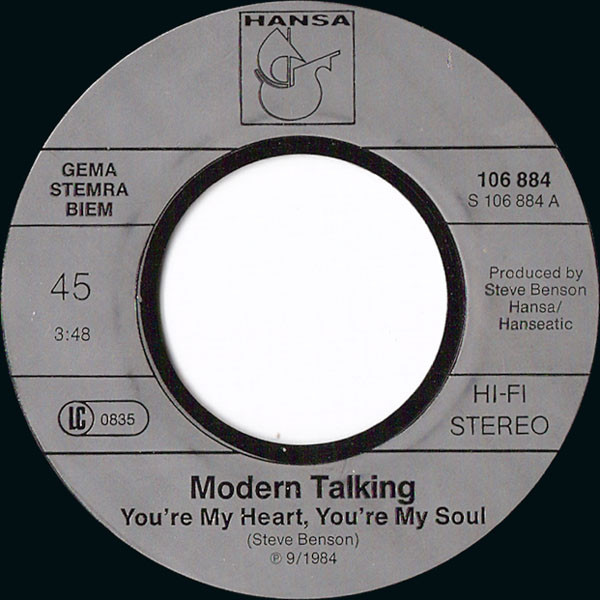
「愛はロマネスク」のアナログ・7インチ・シングル盤

ファルセットが特徴的なディスコサウンドで、本国ドイツに留まらず世界でも人気を博す。
1984年のシングル「愛はロマネスク (You're my heart, You're my soul)」が大ヒットし、日本では鮎川麻弥や麻生真美子＆キャプテンらが同曲をいずれも日本語でカバー。
本国ドイツでは、1985年の「シェリ・シェリ・レディ (Cheri Cheri Lady)」、1986年の「ブラザー・ルイ (Brother Louie)」などヒットが続いた。
その後1987年に解散。2人は別々にソロ活動をしていたが、1998年に再結成。7枚目となるアルバム『バック・フォー・グッド』をリリース。1999年には、ワールド・ミュージック・アワードを受賞。2003年に解散。
現在までのアルバム総売上数は8,500万枚以上と、今もなお高い人気を得ており、ドイツ出身のデュオとしては最も成功したと言える。

## 備考
- ほとんどの曲でファルセットを使っているため、しばしば「ファルセットデュオ」や「哀愁ディスコ」などとも称される。
- ファルセットのパートはディーターに加えスタジオ・ミュージシャンが担当しているが、彼らの名前はクレジットされていない。
- トーマスはよくNORA（ノーラ）と書かれたペンダントを身に付けていたが、これは当時の妻の名前である。彼女は大変にトーマスを束縛しており、PVやステージの演出についてひどく口出しするようになったため、ディーターはこれに激怒し、結果的に一度目の解散の原因となった。

## メンバー
- トーマス・アンダース (Thomas Anders、1963年3月1日 - ) - ボーカル、キーボード、ピアノ
- ディーター・ボーレン (Dieter Bohlen、1954年2月7日 - ) - プロデュース、作曲、ギター、コーラス

## ディスコグラフィ

### スタジオ・アルバム
- 『愛はロマネスク』 - The 1st Album (1985年)
- 『シェリ・シェリ・レディ』 - Let's Talk About Love (1985年)
- 『レディ・フォー・ロマンス』 - Ready for Romance (1986年)
- In the Middle of Nowhere (1986年)
- 『ロマンティック・ウォリアーズ』 - Romantic Warriors (1987年)
- In the Garden of Venus (1987年)
- 『バック・フォー・グッド』 - Back for Good (1998年)
- 『アローン』 - Alone (1999年)
- 『イヤー・オブ・ザ・ドラゴン』 - Year of the Dragon (2000年)
- America (2001年)
- Victory (2002年)
- Universe (2003年)